# 21065 Jamesmelka
21065 Jamesmelka è un asteroide della fascia principale. Scoperto nel 1991, presenta un'orbita caratterizzata da un semiasse maggiore pari a 3,1341572 UA e da un'eccentricità di 0,2092706, inclinata di 16,59157° rispetto all'eclittica.